# 金平正紀
金平 正紀（かねひら まさき、1934年2月10日 - 1999年3月26日）は、日本のボクシング指導者、ボクシングプロモーター。金平ジム（現・協栄ボクシングジム）設立者。広島県広島市出身豊田郡川尻町（現・呉市）出身。身長162cm、体重65kg（1980年8月）。
長男は二代目協栄ボクシングジム会長で、2023年現在はTMK GYM会長の金平桂一郎。

## 来歴

### 青年期 - ジム設立
川尻小学校、川尻中学校を経て、呉市にあった芸南高校中退。中学時代にケンカで負けた悔しさから、芸南高校でボクシングを始める。同校を1年で中退後に上京。野口ボクシングジムに入門しフライ級とバンタム級で活躍する。日本チャンピオンにはなれなかったが、国内ランキングでは1位、師匠同様のブルファイター型のボクサーとして目黒ジムの四天王と呼ばれた。後の三迫ジム初代会長三迫仁志は同い年の兄弟子、会長の長男野口修とは同い年の親友だった。1958年に引退。プロボクサーとしての現役生活は5年で戦績は、37戦15勝19敗3引き分け。
しばらくはマネージャーとして活動するが、ボクシングから身を引くことと決意し、ジムの後輩である山神淳一を大番頭に1958年4月、恵比寿駅前にとんかつ屋「とんきん（とん金）」を開業する。8人お客が入ればいっぱいになる小さな店。金平が現役時代に住み込みで働いた目黒雅叙園仕込みの味付けは、評判を呼んだという。ある日、新規にアルバイトを募集したところ、応募してきたのが19歳の海老原博幸であった。求人広告には「特典：ボクシング教えます」の一行が書き加えてあった。海老原とグローブを交え、天与の才能を見出した金平は、繁盛していた店を畳み翌1959年、杉並区永福に「金平ジム」（のちの協栄ジム）を設立する。練習生は海老原一人であった。海老原は当時、福生市内のピザ屋でコックとして働いていた。

### トレーナーとしての活躍
米屋の空き倉庫を改造したジムにロープを張り、海老原と二人三脚で"世界チャンピオン"を目指し、5年後の1963年、遂に海老原をWBA・WBC世界フライ級王者に導く。その後は西城正三（WBA・フェザー）、具志堅用高（WBA・ライトフライ）、上原康恒（WBA・スーパーフェザー）、渡嘉敷勝男（WBA・ライトフライ）、鬼塚勝也（WBA・スーパーフライ）、勇利アルバチャコフ（WBC・フライ）、オルズベック・ナザロフ（WBA・ライト）、佐藤修（WBA・スーパーバンタム）、坂田健史（WBA・フライ）、と国内最多10人の世界チャンピオンを育てた。佐藤修と坂田健史は金平の死去後にチャンピオンになったが、高校アマボクシングで凡庸な戦績だった彼らの才能を見出し、ジムに入門させたのは金平である。
4人目の世界チャンピオンになった上原康恒のチャンピオン獲得年齢29歳9ヵ月は、当時の日本人ボクサーの最年長だったが、上原には10年の間、家賃や生活費も全て出し、仕事も持たせず、ボクシングに専念させた。これはボクシング以外の精神面での負担をさせないためだった。上原は「親身になった選手の面倒を見てくれた。この10年間、会長の期待に応えたいという気持ちだけで戦った」と話した。具志堅は「ボクシングは、選手と会長の間に『信用』がないと出来ないんですヨ。僕は会長がいるだけで安心します」と、西城は「ボクシングを離れても面倒を見てくれるいい人です。練習でも頭ごなしに言うことはなかったし、試合でも選手をリラックスさせるコツを知っていました。会長は、日本は勿論、世界でも重要視されている偉大な人です」などと話した。海老原のときはマンツーマンで指導をするしかなかったが、金平はジムの会長は選手とは、一定の距離を置きべきという持論を持っていた。「キャバレーに選手を連れて行って、ホステスといちゃつくようなジム会長ではダメだ。選手からは尊敬されなくてはならない」という考えがあった。また西城のいうように会長がひとつひとつに口を出すと選手が委縮すると、自身の指示はトレーナーを通じて選手に伝えるようにした。ガミガミ怒鳴っても練習に励みが出るものではないと考え、選手の持ち味を尊重し、その個性を生かして育成を行った。「"根性"という言葉を出したら、試合に負けます。一にも二にもトレーニング。それが全てです」と話した。上原まで4人のチャンピオンを生むまで、金平がスカウトした人数は1,000人にのぼった。 
具志堅が防衛を続ける間に、金平の年収は4,000～5,000万になり、金平の周りを何人もの関係者が取り囲み、日本のボクシング界を先導して財を成した。地主と共同で、赤坂に地下1階と地上1、2階のマンションを建設した。2階には具志堅が住んだ。金平桂一郎は「ステーキとかスッポンとか、ありとあらゆる料理を小さい頃から食べた」「父親の威厳で松田聖子とも対面できた」などと話している。
一時期草加市にジムを構えていたが、渋谷区の代々木駅近くに移転。草加のジムは所属選手の実父で実業家の有澤二男へ売却し草加協栄ジム（現草加有沢ボクシングジム）となった。
プロモーターとしてまとめた世界タイトルマッチ級の試合は100を超え、米国のドン・キングになぞらえ「日本のドン」、あるいは「顔役」などの異名を取り、自らは「業界の暴れん坊」を自称、「強いヤツが勝つんじゃない。勝ったヤツが強いんだ！」という言葉を信念とした。日本テレビとの衝突を切っ掛けとして東京12チャンネル（現テレビ東京）の運動部長・白石剛達に接近し1971年、『KO（ノックアウト）ボクシング』を放送開始させる。テレビ局から数千万円の放映料を引き出す手法にいち早く目を付けたのも金平で、具志堅を「100年に一人の天才」というキャッチフレーズで売り出すなど、「名伯楽」といわれる一方、錬金術の巧みさと、凄まじいヤリ手ぶりでも知られた。1970年代から1980年代にかけてのボクシング世界タイトル戦のテレビ生中継は視聴率30～40％。今日のボクシングを取り巻く環境とは大きな隔たりがあった。チャンピオンの防衛戦の挑戦者を決めるには、海外の海千山千のプロモーターを相手にし有利に選ぶという手腕が必須となるが、金平は口八丁手八丁、或いは手練手管の交渉術に長け、また戦いやすい相手を見つけてくるという手腕にも長けていた。海老原に負けたホセ・セベリノのマネージャーは「カネヒラの笑顔に騙された。最初はサンパウロでやろうという話だったんだ。カネヒラがサンパウロにも負けないいいところがあるからと言うから、来てみたら試合地は札幌。試合前日には雪が降ったんだ。それで勝てるわけないだろう！」と激怒した。1968年に「協栄プロモーション」という会社を作り、ボクシング先進国であるメキシコや、アメリカのロスとハワイに駐在員を置いて、情報収集と現地での交渉に当たらせた。また軽量級は海外ではビジネスとして成立しないから、防衛戦は全部日本でやるというビジネスを確立させた。そのヤリ手ぶりは凄まじく、先の防衛戦をどんどん売り込んでお金を先に受け取る「金平商法」は、しばしばチャンピオンに「（無理な日程を組まされ）殺される！」などとトラブルを起こした。まずホラを吹き、高い目標を掲げることで自分に暗示をかけ、それに選手を巻き込み、いくつもの王座を掌中にした。ボクシング評論家・郡司信夫は「古さを捨て、この世界でいち早く近代化を成し遂げた人です」と高く評価した。
1972年には王座を明け渡した西城を擁して、キックボクシングの興行にも乗り出す。1976年、アントニオ猪木対モハメド・アリ戦にも関与。同年、日本人女子プロボクサー第1号となった高築正子を女子プロボクシングが解禁された米国渡航を手引きする。1978年、TBSで『ガッツファイティング』放送開始。全日本ボクシング協会から利敵行為だと除名され、同名の「第二協会」を結成し後の協会会長木村七郎らと対立した（黒い霧事件）が、1980年、両協会の和解に伴う会長選で2期目を狙っていた元同僚三迫仁志を退けて当選し全日本ボクシング協会会長に就任した。
また、田中敏朗と共にパブリック・マネージャー制度導入に尽力。ボクシングのみならず、「協栄コンツェルン」の総帥として多くの事業に手を出した。パチンコ店の他（競泳選手育成を中心とした）協栄町田スイミングスクール（1980年7月オープン）の経営にも側近・愛弟子の若林敏郎（後の協栄スポーツクラブ十日市場オーナー）を用いて取り組んだ。1976年4月、広島レジャーセンター社長就任。桂一郎に「ほかに収入源を探せ」と指示して健康食品事業もさせた。歌手・藤圭子をカムバックさせたい道楽家・藤原成郷に頼まれ、1981年8月、芸能界にも顔がきく金平が、藤のかつての所属事務所で芸能界でも迫力のある新栄プロダクションの社長・西川幸男（西川哲、西川賢の父）を説得し藤をカムバックさせた。金平は藤圭子カムバック劇のフィクサーだった。このため芸能界はズブの素人である藤原を社長とする芸能事務所・ニュージャパンプロダクションの会長として経営にも関与した。

### 薬物投与事件
名声の一方で「巨悪」の影は付いてまわったが、1982年、世界戦で具志堅・渡嘉敷の対戦相手の選手の食べ物に毒物を入れる薬物投与事件が発覚、永久追放となった（ジムが新宿区の新大久保駅近くに移転後、民事裁判で争っていた文藝春秋社と裁判が両者撤退の形で和解となったこともあり1989年に解除）。事件を報じた「週刊文春」を始め、他誌やスポーツ紙、テレビのワイドショーも後追い報道を繰り広げ、国会でも取り上げられるなど、ボクシング界の醜聞にしては異例の過熱ぶりで大きな騒動になった。戒厳下の当時の韓国ソウルの山中に拉致されながら命懸けの取材を敢行した木俣正剛元週刊文春編集長は「あれが"文春砲"の原点です」と述べている。金平は政治家になる野望を抱いていたが、この事件により潰えた。ボクシング寄席という催しでは、オレンジに注射針が刺さった図柄の羽織を着るなど、自らをシャレにする一面もあったという。

### 晩年
こうした挫折をものともせず、その再起をかけていち早く世界戦略構想に乗り出す。長男の桂一郎をロシアに、甥のマック金平をメキシコに語学留学させ、ソビエト連邦のペレストロイカを見て取るや、アントニオ猪木と組んでロシア人ボクサーの輸入を実現。ユーリ・アルバチャコフ、オルズベック・ナザロフの輸入は、ロシア語が流暢な桂一郎の留学で生かされた。晩年には北朝鮮からオリンピック金メダリスト崔鉄洙を招聘した。
1997年にはナゴヤドームでのK-1 JAPAN GP参戦も表明し、シュートボクシング初代全日本カーディナル級王者大村勝巳を専属トレーナーに招聘しK-1キョウエイジムの看板も掲げていた。
1966年に起きた袴田事件の「無実のプロボクサー袴田厳を救う会」の発起人になる。
1992年、女性ファンの多かったミッキー・ロークを来日させて試合をさせたが、ロークの軽くかすったような猫なでパンチ一発で相手が倒れ、ロークの1ラウンドKO勝ち。この試合をメインにして、ソ連のペレストロイカで連れて来た勇利アルバチャコフ戦を前座にしたため批判された。
不動産投資に失敗し30億円近い負債を残し、1999年、大腸がんで死去。65歳没。協栄ジムの経営は長男の桂一郎が引き継いだ。
金平最後の弟子・坂田健史が苦節10年目の2007年3月19日、WBA世界フライ級チャンピオンとなった。

## 逸話
- 自身がプロモートした試合で最高のファイトが、1971年のルーベン・オリバレスVS金沢和良のWBA世界バンタム級タイトルマッチだったという。同年年間最高試合にも選ばれた。
- 情報網が広く、1975年、TBSの運動部長だった森忠大が盲腸で入院していると、家族しか知らせていない筈なのに「直接営業をかけるチャンス」とばかりに病院に乗り込み、「今ウチに凄い新人がいるんですけど見に来ませんか」と売り込みを図った。退院後、具志堅用高のスパーリングを見た森は「カネさん、これは掘り出し物だぞ」と、すぐ試合中継の独占放映契約を即決。他局に獲られては大損すると、2年更新で手付けの契約金は100万円。金平は評判が悪くTBS社内でも反対はあったが森が独断で押し切った[41][42]。具志堅は「金平会長のことは、いろいろ言う人もいるけど、振りかえれば、協栄ジムの看板はすごかったなと思うよ。現役の時は文句言ったり、愚痴も言うけど、指導者、経営者としてはNo.１ですよ」と述べている[43]。
- 金平が広島カープの後援会員だった関係で、元々プロ野球選手を志していた具志堅を毎年、カープの日南キャンプに連れて行き、これを切っ掛けに、具志堅は山本浩二と仲良しになり、山本と付き合いのあった野球選手や芸能人との付き合いが始まり、具志堅は引退後のタレント活動に繋げた[44][45]。また具志堅は衣笠祥雄とアートネイチャーのCMで共演もしている。
- 中学卒業後、横浜でケンカ、ケンカの毎日を送っていたジョー山中の腕っぷしの強さを聞きつけ自ら出向いて1962年にスカウトし、その日のうちに上京させ協栄ジム入りさせた。ジョーは3年間、きついトレーニングとアルバイトを両立させ頑張ったが、プロテスト後の新人戦前の無理な減量で脱水症状を起こし棄権、そのままジムもボクシングも辞めてしまった。横浜に戻って友人に誘われ程なくして音楽を始めたという[46][47][48]。
- 作家の百田尚樹は「あしたのジョーの矢吹丈と丹下段平のコンビのモデルは、海老原と金平だと思う」と述べている[49]。